# 標準音
標準音（ひょうじゅんおん、英：concert pitch）とは、音楽演奏で用いる楽器の音の高さを合わせるために定められた特定周波数の音である。
標準音はアンサンブルによって異なっており、歴史的にもいろいろな標準音が用いられてきた。現在最も広く用いられているのは中央ハの上の 440 Hzのイ音であり、他の音はこの音から関連付けられて設定されている。

## 標準音の歴史
歴史的、あるいは地理的な要因により、様々な標準音が用いられてきた。俗説では、教会のオルガンのピッチの数だけ標準音があったと言われるほどである。音高を定める音叉が発明された後も、製作者によってその音高はまちまちであった。歴史的な管楽器では、そのピッチが楽器そのものによって推定できることもある。

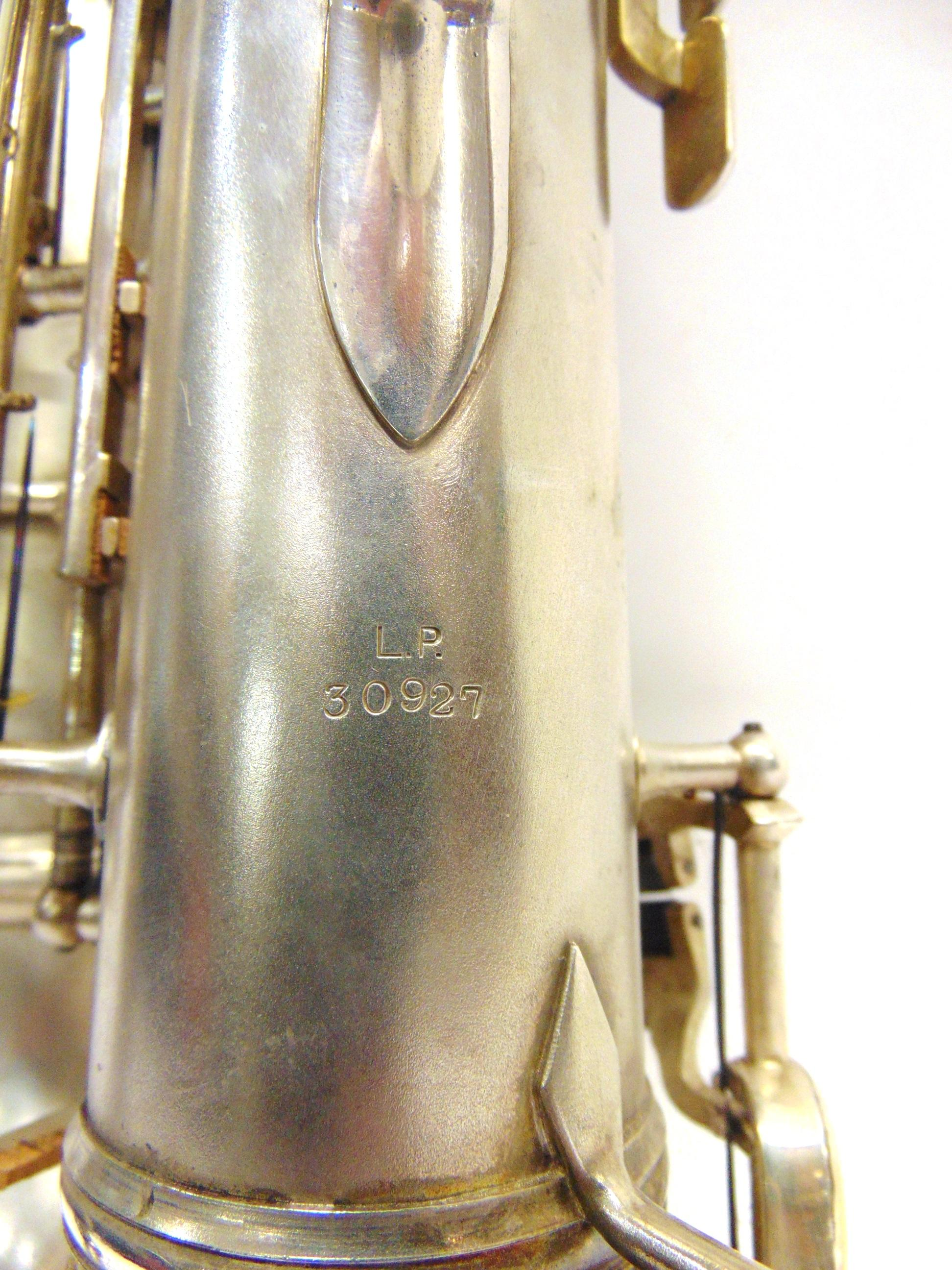
1932年頃のBoosey & Hawkes 'Model 32'アルトサックス、Low Pitch (A=440 Hz)用に'LP'と刻印

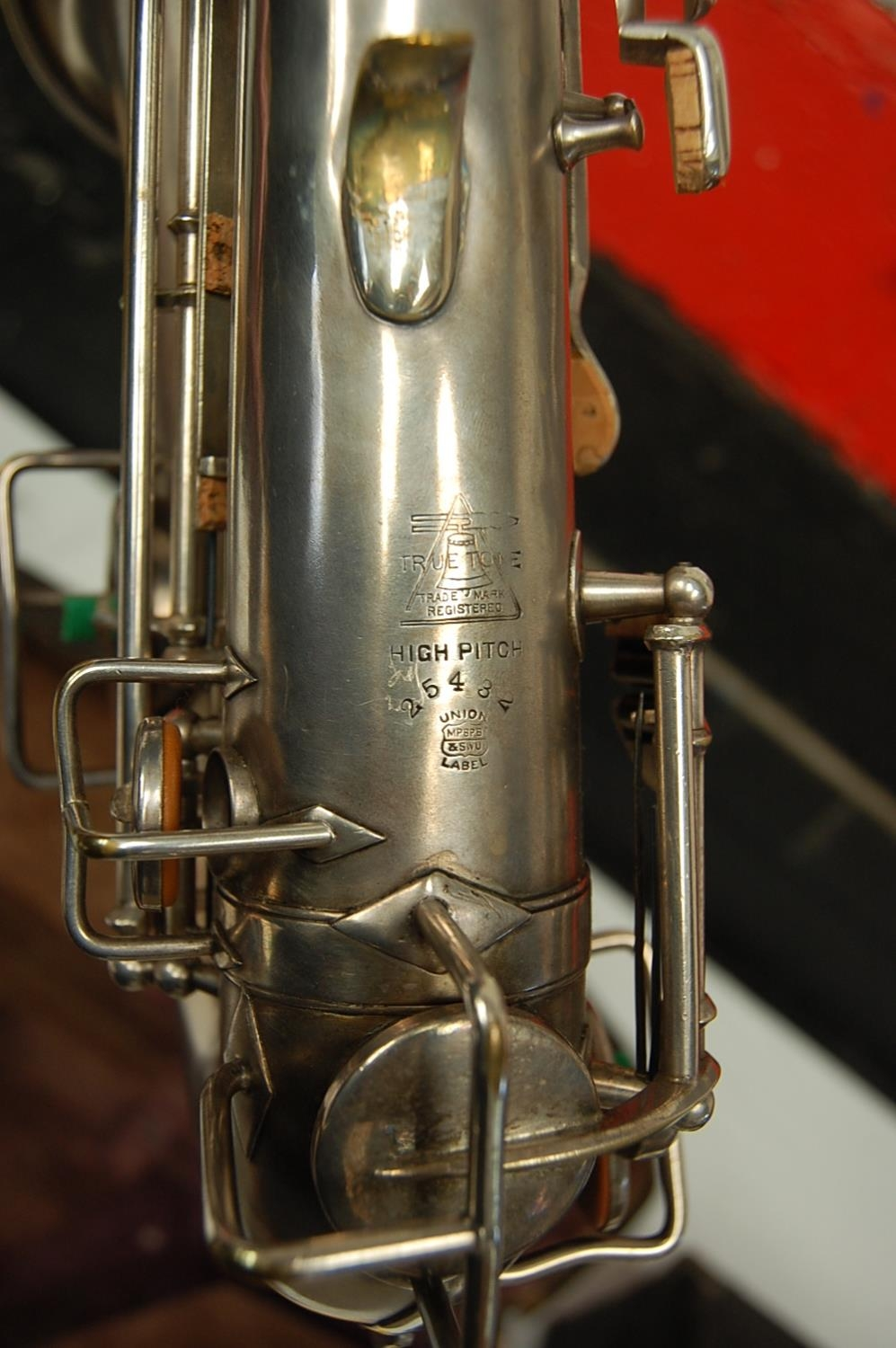
1915年製のBuescher Truetoneアルトサクソフォン「ハイピッチ」（A=456ヘルツ）

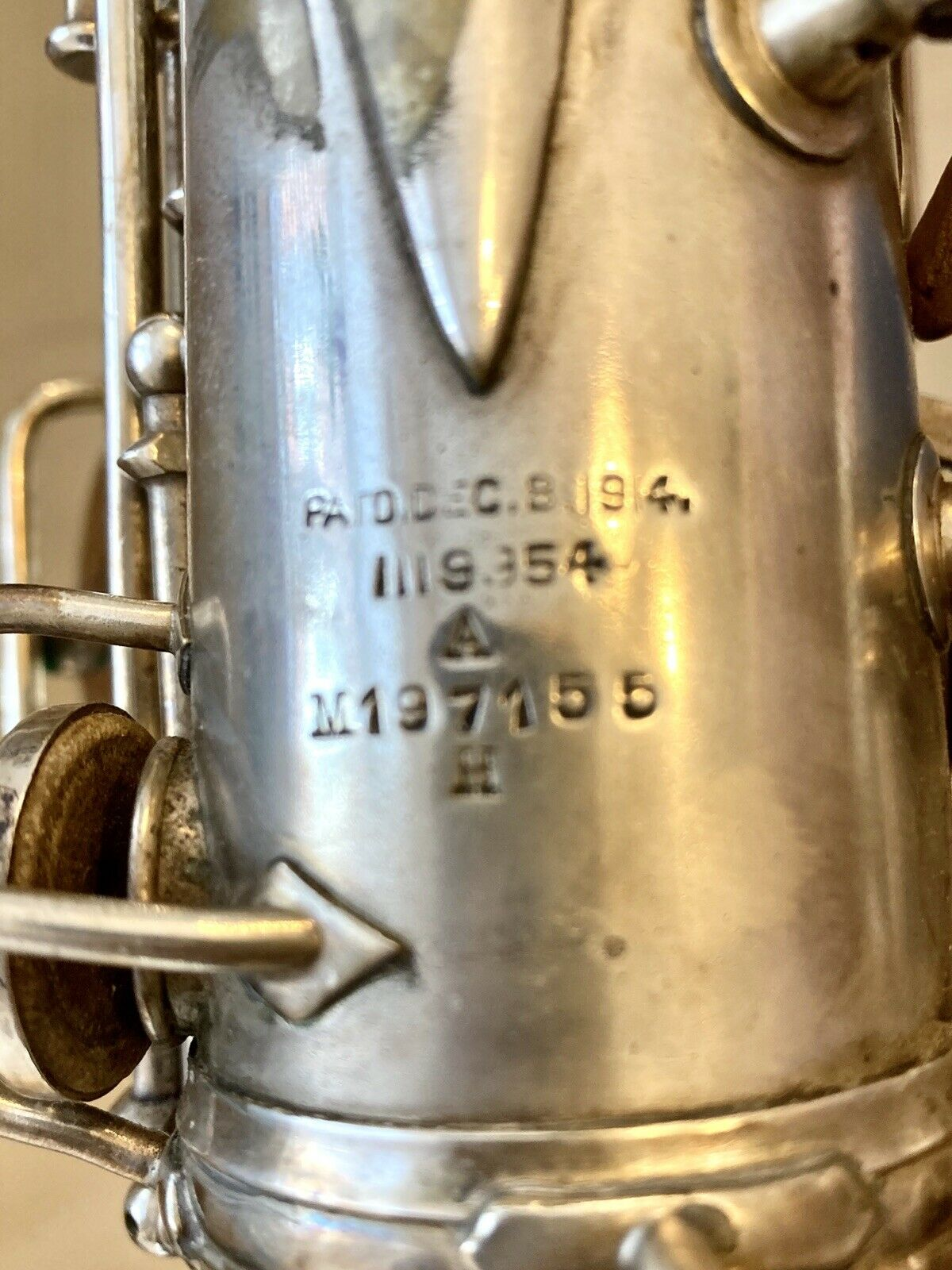
1927年製のConn New Wonder Series 2アルトサックスで、「H」は「ハイピッチ」(A=456ヘルツ)を意味し、A=440 Hz にチューニングされたサックスは、「L」、「LP」、または「Low Pitch」とマークされている

19世紀末になって、パリ会議 (1859) およびウィーン会議 (1885) の決議により、標準音はA = 435 Hzが国際標準音として使われることとなった。これとは別に、シュツットガルト会議 (1834)において定められたA = 440 Hzが「シュツットガルト（シャイブラー）標準音」として用いられた。
このほか、物理学では計算上の便宜から中央ハを  256 Hz (28 Hz)とし、その結果としてその上のイ音はだいたい  430.54 Hz となる標準音が用いられる。この方式ではハ音が2の累乗となるため、これを理学調子、あるいは物理学調子と呼ぶこともある。
1939年、ロンドン国際会議において、標準音は中央ハの上のイ音440 Hzと決定され、以降広く用いられることとなった。 国際標準化機構においても、1955年にISO 16として承認され、1975年に再確認されている。

## 現代の標準音
ソロ演奏されるピアノの調律では、A = 442 Hzが広く用いられている。
多くのオーケストラ演奏においては、まずオーボエによって標準音が演奏され、コンサートマスターをはじめとする演奏者はこの音にピッチを合わせている。このときオーボエ奏者は、チューナーから出る電子音やメーターで標準音を合わせることとなる。オーケストラが調律されたピアノと共演する場合は、その調律音に合わせることも多い。
20世紀中盤以降は、オーケストラにおける標準音は上がり傾向にあり、例えばベルリン・フィルでは443 Hz〜445 Hzが用いられることもある。多くのオーケストラ・吹奏楽団では442 Hzが用いられている。
バロック音楽を演奏する団体では、A = 415 Hzが用いられることもある。この標準音では、A = 440 Hzと比較するとほぼ半音程度低い標準音となる。その他、作曲当時の演奏を忠実に再現する意図を持って編成されたオーケストラでは、A = 435 Hzを用いることもある。